# Aristóbulo II
Aristóbulo II (ca. 100 a.C. — 49 a.C.) foi um rei da dinastia dos asmoneus e Sumo Sacerdote dos judeus. Era filho de Alexandre Janeu e Salomé Alexandra.

## Família
Alexandre Janeu, ao contrário dos seus antecessores, tomou o título de "rei dos judeus", um título que pertencia apenas à família do Rei Davi. Ele se casou com Salomé Alexandra, que o sucedeu e, depois da morte desta, em 67 a.C., por Hircano, seu filho, que havia sido sumo sacerdote. Os líderes do exército e a nobreza se uniram ao irmão mais novo, Aristóbulo, o que levou o país à guerra civil. O conflito foi resolvido com a intervenção de Pompeu, que adicionou a Palestina à República Romana.

## Conflito com Hircano
Durante o reinado de Salomé Alexandra, Aristóbulo conflita com sua mãe, devido ao favorecimento que ela concede aos Fariseus. Apoiado pelos Saduceus (a nobreza judaica), ele aproveita-se que a rainha se encontra enferma para recrutar um exército no Líbano e, ganhando o apoio da maior parte da Judeia, proclama-se rei (67 a.C.). Salomé morre pouco tempo depois, deixando o trono para seu filho Hircano II. Então, instala-se a guerra civil entre os dois irmãos .
Três meses  após a morte de Alexandra, os dois exércitos enfrentam-se em uma batalha travada às proximidades de Jericó. A maior parte dos soldados de Hircano passa para bando de seu irmão. Diante disso, Hircano abdica em favor de Aristóbulo, concordando em retirar-se da vida pública, em troca de uma pensão vitalícia .
Todavia, Hircano realmente não pretende abrir mão de sua herança materna.[carece de fontes?] Em 66 a.C., Antípatro ajuda-o a fugir para Petra, onde ganha o apoio do rei Aretas, em troca da promessa de devolver as doze cidades tomadas por Alexandre Janeu.
Em 65 a.C., à frente de um exército de 50 000 homens, Aretas derrota as forças de Aristóbulo e o sitia no Templo de Jerusalém. Marco Emílio Escauro foi enviado por Pompeu a Damasco, durante as Guerras Mitridáticas; Hircano e Aristóbulo enviam emissários a Damasco, com presentes para o romano, pretendendo ganhar seu apoio, e embaixadores a Pompeu.

## Conquista de Jerusalém por Pompeu
Em 64 a.C., Pompeu invade a Judeia, mas Aristóbulo fecha as portas. Somente após três meses de luta e 12 000 mortos, os romanos conseguem tomar Jerusalém. Hircano II é confirmado como Sumo Sacerdote, mas é proibido de usar a coroa. Aristóbulo II e seus filhos são deportados para Roma[carece de fontes?].
Aristóbulo tinha duas filhas e vários filhos, dentre estes Antígono, que foi levado à Roma por Pompeu junto de suas irmãs.

## Retorno à Judeia
Aristóbulo fugiu de Roma com seu filho Antígono, chegou à Judeia e iniciou a reconstrução do Alexândrio, que havia sido recentemente demolido. A ele se juntaram vários judeus, um total de oito mil soldados, mas os romanos os atacaram e derrotaram. Gabínio enviou Aristóbulo de volta a Roma, onde ele foi acorrentado, porém o Senado deixou seus filhos livres, porque Gabínio havia dito que este foi o acordo que ele tinha feito com a mãe deles para que ela entregasse a fortaleza.
Gabínio pretendia atacar os partas, mas retornou e foi ao Egito, para restaurar Ptolemeu ao trono. Antípatro  ajudou o exército romano, que derrotou o usurpador Arquelau. Na volta, Gabínio encontrou a Síria em desordem, porque Alexandre, filho de Aristóbulo, havia tomado o governo à força, e estava sitiando o monte Gerizim, onde os romanos haviam se retirado.
Gabínio enviou Antípatro para tentar vencer os judeus pela diplomacia, mas Alexandre, que tinha trinta mil homens, enfrentou Gabínio e foi derrotado.
Após Júlio César ter derrotado Pompeu em Roma, este libertou Aristóbulo, mas ele foi envenenado pelos seguidores de Pompeu. Em seguida, Cipião, aliado de Pompeu, assassinou Alexandre, filho de Aristóbulo, e cortou sua cabeça. Os demais filhos de Aristóbulo foram salvos por Ptolemeu, filho de Meneu, que governava Cálcis. Ptolemeu trouxe a viúva de Aristóbulo, Antígono e as filhas de Aristóbulo, uma das quais, Alexandra, se casou com Filípio, filho de Ptolemeu, e, depois que Ptolemeu executou o próprio filho, se casou com Ptolemeu.